# Masdevallia stumpflei
Masdevallia stumpflei är en orkidéart som beskrevs av Lothar Alfred Braas. Masdevallia stumpflei ingår i släktet Masdevallia och familjen orkidéer.
Artens utbredningsområde är Peru. Inga underarter finns listade i Catalogue of Life.